# Anton Pann

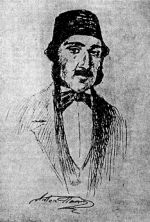
Anton Pann

Anton Pann (* zwischen 1794 und 1798 in Sliwen, Rumelien, Osmanisches Reich; † 2. November 1854 in Bukarest; geboren als bulgarisch Антон Панов Петров Anton Panow Petrow oder bulgarisch Антон Пантелеимонович Петъров, Anton Pantelemonowitsch Petrow, auch Antonie Pantoleon-Petroveanu, Anton Pantoleon oder Anton Petrovici) war ein rumänischsprachiger Lyriker, Komponist, Musikwissenschaftler, Lehrer, Drucker, Herausgeber und Übersetzer. Pann war zudem ein einflussreicher Folklorist, Parömiograph, Lexikograph und Lehrbuchautor.

## Leben

### Herkunft, Ausbildung und erste Ehe (1794/98-1827)
Pann wurde zwischen 1794 und 1798 in Sliwen (im heutigen Bulgarien) geboren. Nach einigen Berichten war seine Mutter Tomaida eine Griechin, während sein Vater, Pantoleon Petrov, bulgarischer Rumäne oder bulgarischer Roma war und als Kupferschmied arbeitete. Verschiedene andere Thesen legen nahe, dass Panns Vater, der während seiner Kindheit  starb, der Minderheit der Aromunen angehörte. Anton Pann nahm schließlich den Familiennamen Pann als umgangssprachliche Abkürzung des Vornamens seines Vaters an. Nachdem er die Grundschulbildung an der Gemeindeschule in Sliwen begonnen hatte, flohen die Petrovs während des Russisch-Türkischen Krieges 1812 mit Zwischenstation in Chişinău schließlich nach Bukarest, wo Anton Pann den größten Teil seines Lebens verbringen sollte. 1820 heiratete Pann Zamfira Azgurean, eine seiner ersten unglücklichen Beziehungen. Die Ehe wurde bald annulliert. Vor den Rebellentruppen Tudor Vladimirescus floh Pann 1821 nach Kronstadt in Transsylvanien, wo er Kantor an der Nikolaikirche wurde. Pann setzte dort seine Gesangsausbildung fort, bevor er von dem griechischen Musiker Dionysios Fotinos (1777–1821) unterrichtet wurde und die von Petros Lampadarios gegründete religiöse Musikschule besuchen durfte. Er vervollkommnete seine musikalische Ausbildung und erregte die Aufmerksamkeit des Metropoliten Dionysios II. Lupu, der ihn in eine Kommission berief, die mit der Übersetzung liturgischer Werke aus dem Slawischen ins Rumänische beauftragt war. Zu dieser Zeit unterstützte Pann seinen in Kronstadt ansässigen bulgarischen Schulkollegen Petar Beron, das Lehrbuch Die Fischfibel zu veröffentlichen. 1827–1828 war Pann Lehrer am orthodoxen Seminar von Râmnicu Vâlcea.

### Bukarester Zeit (1828–1847)

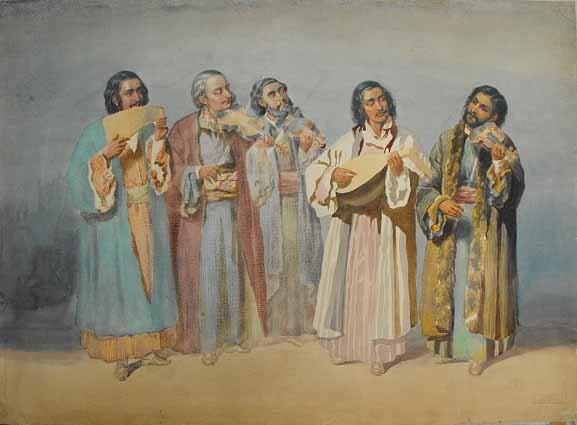
Lăutari in der Mitte des 19. Jahrhunderts in Bukarest, Carol Popp de Szathmary

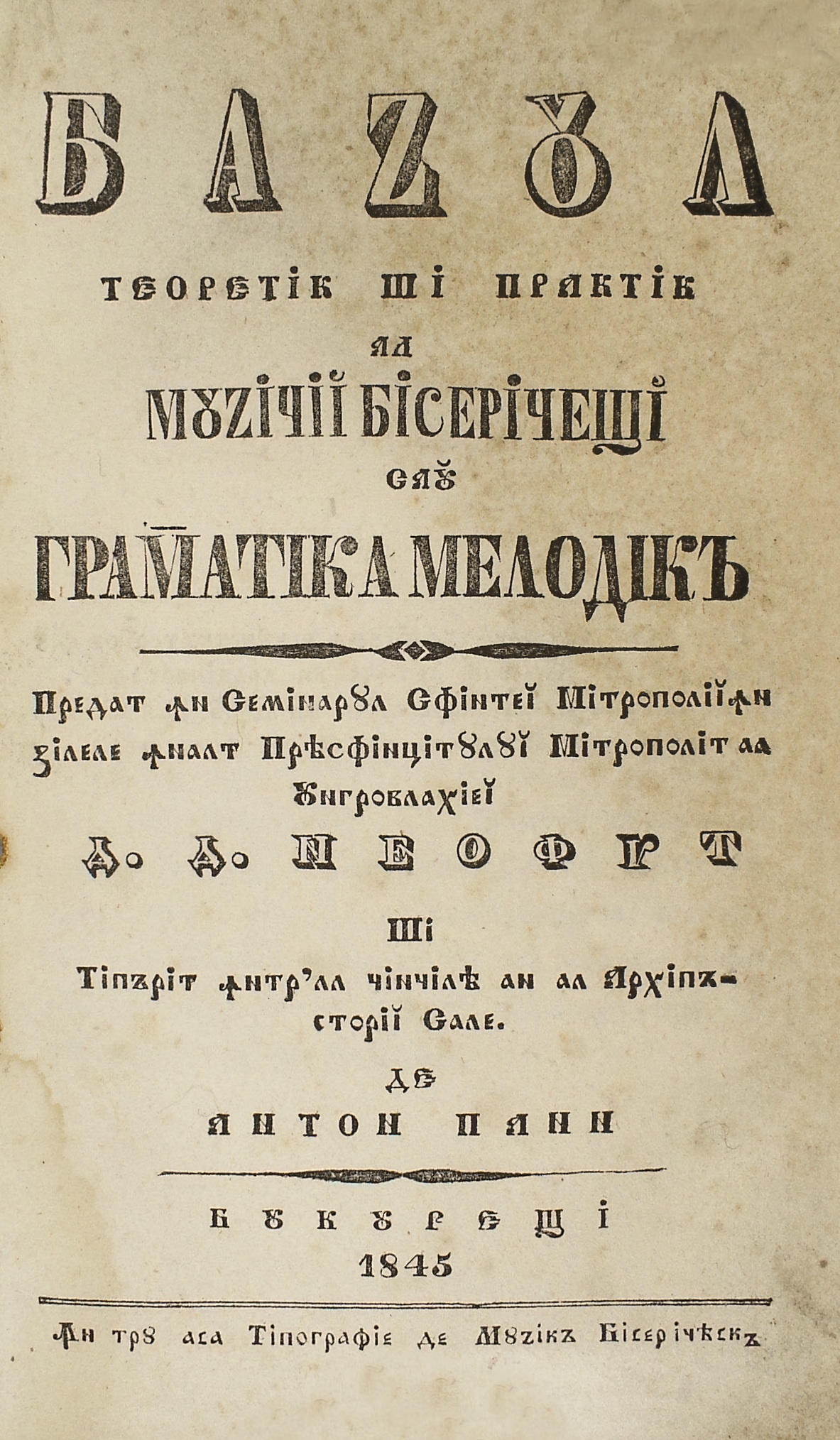
"Theoretische und Praktische Grundlagen der Kirchenmusik oder der Melodischen Grammatik", Bukarest, 1845 (in rumänisch-kyrillischer Schrift). Exemplar in der Bibliothek des Klosters Stavropoleos.

1828 kehrte Anton Pann nach Bukarest zurück, wo er als Musikprofessor wirkte. 1837 trennte er sich von Anica, die Pann während seiner Zeit in Râmnicu Vâlcea geheiratet hatte. Mit ihr hatte er einen Sohn (Gheorghiţă) und eine Tochter (Tinca). Pann heiratete 1840 in dritter und letzter Ehe Catinca. Von 1842 bis 1851 war Pann mit Unterstützung des Metropoliten Neofit Professor am Seminarul Sf. Mitropolii. Während dieser Jahre begann er, mit berühmten Lăutari seiner Zeit zu verkehren, und nahm regelmäßig an den lebhaften gesellschaftlichen Zusammenkünften in den Gärten des Mitropoliten-Hügels teil. Als leidenschaftlicher Sammler von Musik der Roma und klassisch-osmanischer Musik, die seit der Phanarioten-Periode die Grundlage des klassischen Lăutari-Repertoires bildete, gründete er 1843 einen Verlag, in dem er einige der frühesten Manele-Noten druckte. Dazu passte sein Interesse an anderen musikalischen Traditionen. In seiner kirchlichen Praxis beschäftigt er sich mit byzantinischen Hymnen. Pann gehörte zu den ersten seiner Zeit, die moderne Notation und italienische Tempoangaben verwendeten. Zudem publizierte er Werke zeitgenössischer Autoren und eine große Anzahl von Almanachs. Pann brachte auch Werke wie der Alexanderroman, Tausendundeine Nacht und Till Eulenspiegel heraus. Sein umfassendes und innovatives Lehrbuch für Musik, Bazul theoretic şi practic al muzicii bisericeşti ("Die theoretische und praktische Grundlage der Kirchenmusik oder die melodische Grammatik"), wurde offiziell vom Metropoliten zugelassen und nach 1845 am orthodoxen Seminar verwendet.

### Revolutionäre Tätigkeit und letzte Jahre (1847–1854)

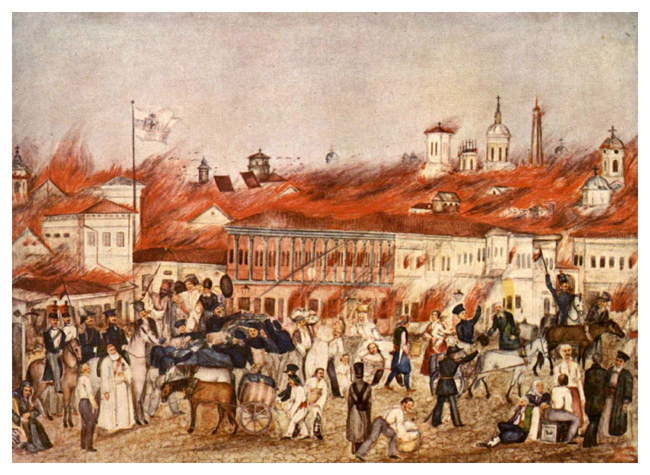
Der große Brand von Bukarest, 1847

Im März 1847 verfasste Anton Pann einen Bericht über den Großen Brand von Bukarest. Bei letzterer Katastrophe wurde seine Druckerei schwer beschädigt, er konnte nur die Druckmaschinen retten. 1848 veröffentlichte er ein rumänisch-russisch-osmanisches Wörterbuch. Während der Rumänischen Revolution 1848 stellte er sich auf die Seite der liberalen Revolutionäre und unterstützte die Rumänische Provisorische Regierung. Pann nahm seine Aktivitäten erst 1849 wieder auf, als er seine Druckerei in das Haus seiner Ehefrau Catinca in der Taurului-Straße verlegte. Im selben Jahr verfasste er die erste Version seines epischen Testaments Adiata. In seinen letzten Lebensjahren verfasste Anton Pann eine Reihe von Erzählungen um die Figur des Hodscha Nasreddin und publizierte weitere Liedersammlungen. 1850 veröffentlichte er Spitalul amorului, ein Buch mit rumänischen Liebesliedern in byzantinischer Notenschrift. Pann starb am 2. November 1854 bei der Rückkehr von einer Reise durch Oltenien, infolge einer Fleckfieberinfektion. Er wurde in der Kirche Lucaci - Sfântul Stelian beigesetzt.

## Wirkung und Rezeption

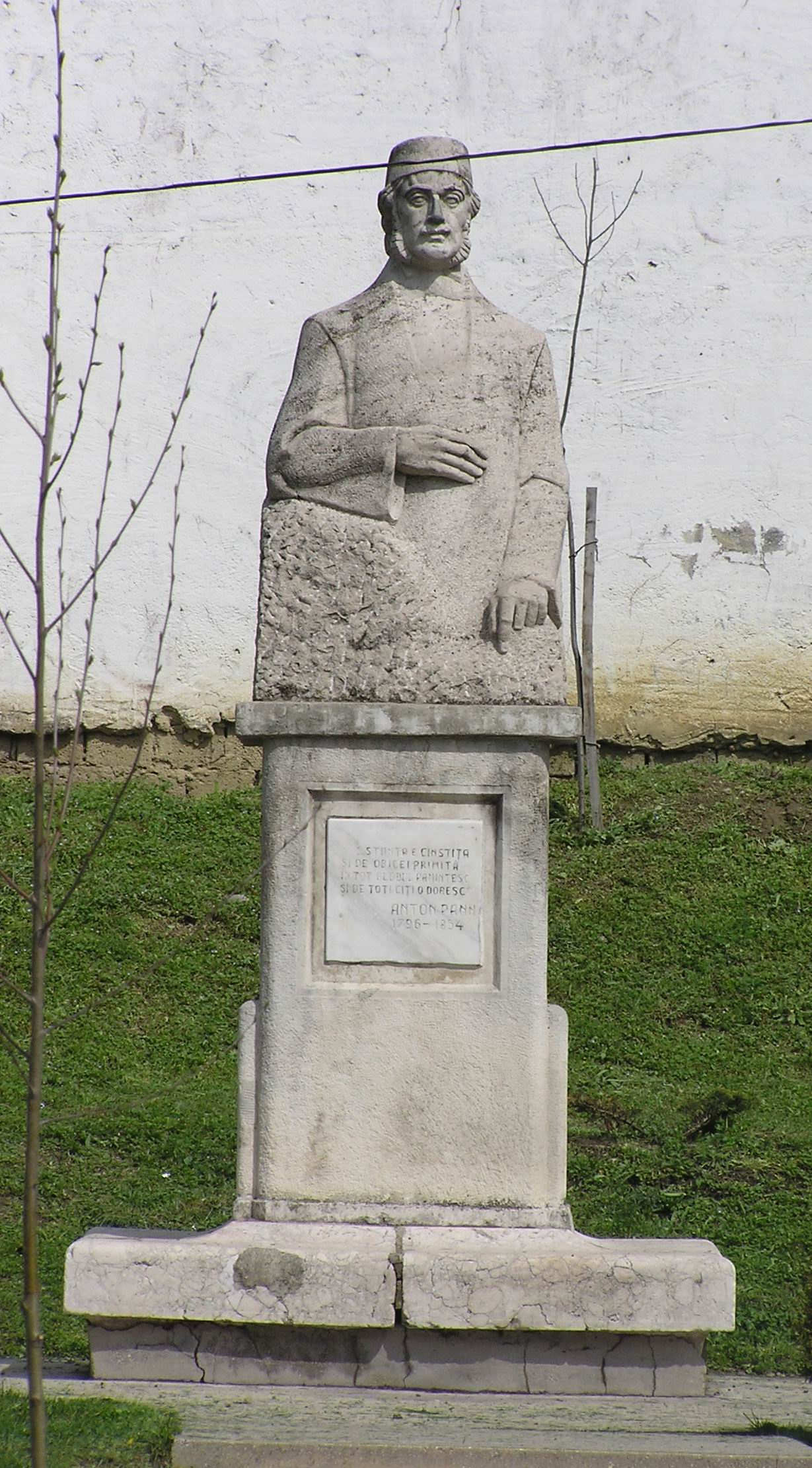
Statue von Anton Pann in Râmnicu Vâlcea

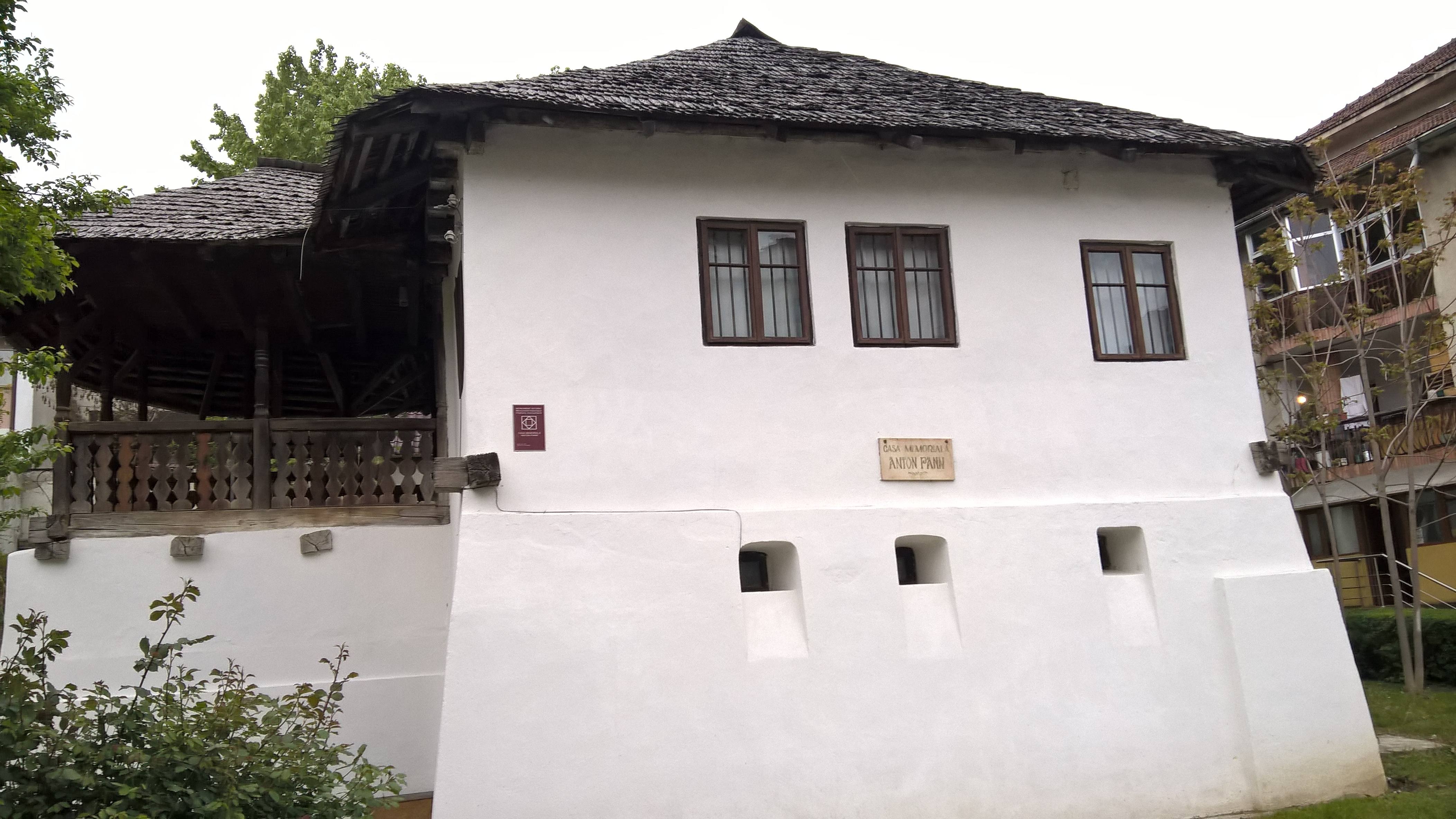
Casă memorială Anton Pann in Râmnicu Vâlcea

Zusammen mit Ion Creangă und Petre Ispirescu gehörte Pann zu den ersten bedeutenden Protagonisten der rumänischen Folklore des 19. Jahrhunderts. Seine Kreationen waren aufgrund ihrer vertrauten Melodien und der Verwendung des einfachen Rumänischen geschätzt. In den letzten Jahrzehnten seines Lebens wurden mehrere seiner gedruckten Werke, insbesondere Memorialul focului mare und Spitalul amorului, in der rumänischen Kunst, Literatur und Gesellschaft breit rezipiert. Mihai Eminescu nimmt in seinem Gedicht Epigonii (1870) Bezug auf Pann, in dem er in den einleitenden Versen die Entwicklung der frühen Literatur und die Wirkung der Romantik nachzeichnet. Anton Pann wird neben Dimitrie Cantemir, Dimitrie Ţichindeal, Vasile Cârlova, Ienăchiţă Văcărescu, Alexandru Sihleanu, Ion Heliade-Rădulescu, Cezar Bolliac als einer der einflussreichsten rumänischen Intellektuellen seiner Zeit aufgeführt. Der Dichter Vasile Alecsandri bemerkte in einem Brief aus dem Jahr 1872, dass Anton Pann noch nicht in vollem Umfang gewürdigt, und außerdem seine Verdienste in der Walachei sogar von den meisten modernen Literaten verachtet würden. Panns poetische Sprache beruht oft auf ausgeklügelten Abfolgen von Bildern, Metaphern oder Maximen. Laut George Călinescu ist "die grundlegende Methode", die Pann verwendet, "die fast monströse Anhäufung von Aphorismen, um eine anfängliche Idee herum und durch einen sehr breiten [Prozess der] Assoziation", was einem "burlesken Effekt" entspricht. Er veranschaulichte diese Ansicht mit einer Probe von Aphorismen:
| Aideți să vorbim de geabă Că tot n-avem nici o treabă, Fiindcă, Gura nu cere chirie, Poate vorbi orice fie. De multe ori însă, Vorba, din vorbă în vorbă Au ajuns și la cociorbă. Și atunci vine proverbul: Vorba pe unde a ieșit Mai bine să fi tușit. | Reden wir umsonst Es ist nicht so, als hätten wir etwas anderes zu tun, Da Der Mund keine Miete verlangt Er kann reden, komme was wolle. Viele Male jedoch Wort, für Wort für Wort Lässt die Leute nach ihrem Schürhaken greifen. Und da passt ein Sprichwort: Anstatt ein Wort zu sagen ist es besser, gehustet zu haben. |

Fast alle Arbeiten Panns stützten sich auf neuere oder antike Quellen, die er selbst nach dem Geschmack seines Publikums neu interpretierte. In den 1880er Jahren enthüllte der Gelehrte Moses Gaster, dass eines von Panns Hauptwerken, Înţeleptul Archir şi nepotul său Anadam ("Der weise Archir und sein Neffe Anadam"), eine alte und viel verbreitete Biographie von Aesop auf geniale Weise verwendet. Bei der Untersuchung verschiedener Fabeln, die Pann verwendet hatte, um seine Sprichwörter zu erweitern, stellte Gaster fest, dass sie obskures mittelalterliches Material widerspiegelten (einschließlich der Gesta Romanorum, Giulio Cesare Croces Le thin astutie di Bertoldo und sogar sibirisch-türkischer Folklore). Tudor Vianu wies darauf hin, dass Pann beim Schreiben seines Buches Hristoitia einen Text aus der Adagia von Erasmus von Rotterdam integriert hat.
Es wird allgemein angenommen, dass Pann die Musik zu Deşteaptă-te, române!, Rumäniens Nationalhymne, verfasst habe. Wahrscheinlicher ist jedoch, dass sein Mitarbeiter Gheorghe Ucenescu die Melodie des Liedes Din sânul maicii mele reproduziert hatte, welche Andrei Mureşanu 1844 im Hause des Pfarrers der Kirche "Die Heilige Dreifaltigkeit" (Sfânta Treime) in Kronstadt hörte und als Vorlage seines Gedichtes Un răsunet (Ein Widerhall) nahm. Panns direkte Beteiligung am kreativen Prozess wird nicht durch Quellen bestätigt. Eine andere These besagt, dass die Musik von Din sânul maicii mele zuerst in einer von Panns Manele-Sammlungen veröffentlicht wurde. Eine von Dimitrie Gusti durchgeführte ethnographische Forschung bestätigte, dass die gleiche Melodie noch in den 1930er Jahren von süddobrudischen Türken als Volkslied gesungen wurde. In Spitalul amorului finden sich musikalische Kreationen, die ursprünglich aus der griechischen bzw. osmanischen Musiktradition von rumänischen Musikergruppen übernommen und durch Übersetzungen sowie melodische Variationen von Pann adaptiert wurden. Ein Beispiel hierfür ist das Lied De-ai ști suflețelul meu, das als Üsküdar'a gider iken in der Türkei und als Από ξένο τόπο in Griechenland bis heute bekannt ist.
In der Zwischenkriegszeit wurden die Werke von Anton Pann in der modernistischen Poesie von Ion Barbu reflektiert und ergänzt. 1945 verfasste Lucian Blaga ein dreiaktiges Theaterstück namens Anton Pann, das sich auf die Şchei-Periode des Dichters konzentriert. Die Sängerin Maria Tănase verlieh Anfang des 20. Jahrhunderts Panns Musik weltweite Bekanntheit, indem sie Lieder wie Pâna când nu te iubeam und Aguridă, aguridă neu interpretierte.
Die neuere Wissenschaft ordnet Anton Panns Werk vor allem im Kontext seiner Zeit ein, "die Dionysianismus mit Apollonismus, das Profane mit dem Sakralen, den Okzident mit dem Orient verbindet". Seine literarischen Werke sind ein Zeugnis des Südosteuropas des 19. Jahrhunderts, das durch eine künstlerische und multikulturelle Vielseitigkeit geprägt war.
In Râmnicu Vâlcea gibt es ein Museum, das sich mit Leben und Wirken Anton Panns befasst. Seit 1990 trägt ein öffentliches Theater in derselben Stadt seinen Namen.
Das seit 2003 bestehende Ensemble Anton Pann pflegt das musikalische Erbe des Komponisten durch regelmäßige Auftritte und Musikproduktionen. Dabei verwenden die Musiker Instrumente aus der Zeit Panns. Stücke Panns wurden in dem 2015 erschienenen historischen Filmdrama Aferim! des rumänischen Regisseurs Radu Jude als Soundtrack verwendet und von dem Ensemble Trei Parale eingespielt.

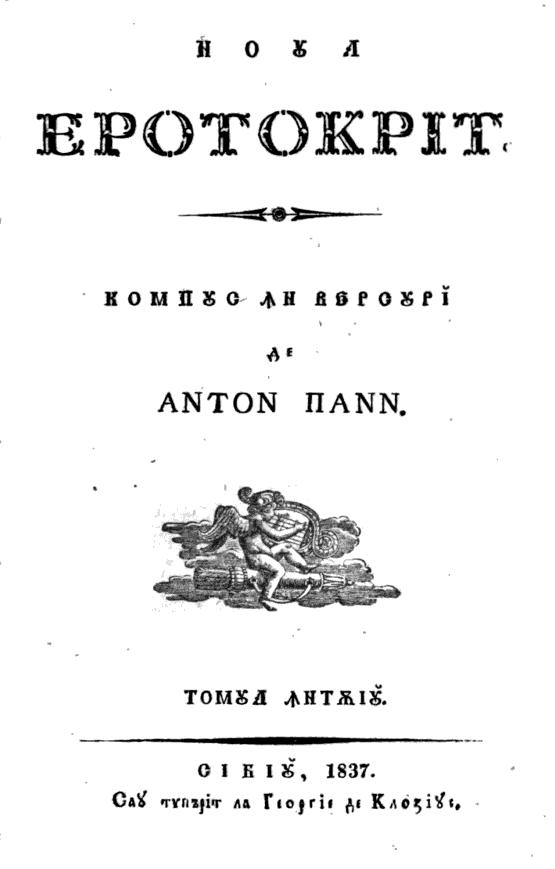
Noul Erotocrit, veröffentlicht in rumänisch-kyrillischer Schrift (Sibiu, 1837)

## Werke
- Versuri musicești
- Poezii deosebite sau cântece de lume
- Îndreptătorul bețivilor
- Hristoitia sau școala moralului
- Noul erotocrit
- Marș de primăvară
- Memorialul focului mare
- Culegere de proverburi sau Povestea vorbei
- Adiata
- Înțeleptul Archir și nepotul său Anadam
- Spitalul amorului sau Cântecul dorului
- O șezătoare la țară sau Călătoria lui Moș Albu
- Versuri sau Cântece de stea
- Cântătorul beției. Care cuprinde numele bețivilor și toate faptele care decurg din beție
- Triumful beției sau Diata ce o lasă un bețiv pocăit fiului său
- Năzdrăvăniile lui Nastratin Hogea
- Povești și angdote versificate
- De la lume adunate și iarăși la lume date

Übersetzung
- Sprichwörtersammlung oder die Geschichte des Wortes. Übersetzung Else Kornis. Bukarest : Creangă Verlag, 1973